# Birgit Birnbacher
Birgit Birnbacher (Schwarzach im Pongau, 16 luglio 1985) è una scrittrice austriaca.

## Biografia
Birgit Birnbacher ha abbandonato presto gli studi per svolgere un tirocinio, trasferendosi per qualche tempo in India e in Etiopia nell'ambito di un programma di aiuti umanitari. In seguito ha ripreso la carriera scolastica laureandosi in scienze sociali e sociologia. Fino al 2018 ha lavorato come sociologa e assistente sociale. Contemporaneamente ha iniziato a scrivere e dal 2012 a pubblicare.
Le sue opere letterarie hanno ricevuto numerosi riconoscimenti, tra cui i premi Rauriser Förderungspreis e Irseer Pegasus. Il suo primo romanzo Wir ohne Wal pubblicato nel 2016 ha vinto il premio Jürgen Ponto-Stiftung e due nomination al Rauriser Literaturpreis e all'Alpha Literaturpreis. Nello stesso anno ha ricevuto il Premio Theodor Körner per la letteratura. Nel dicembre 2016 compare nella classifica ORF.
Nel giugno 2019 ha partecipato su invito di Stefan Gmünder al Premio Ingeborg Bachmann, vincendo con il testo Der Schrank. La giuria ha definito il racconto uno "studio in miniatura sulle condizioni di vita" narrato con lingua "frizzante" e "suggestiva". Il suo secondo romanzo Ich an meiner Seite si posiziona nel maggio 2020 al primo posto nella classifica ORF.
Birgit Birnbacher vive a Salisburgo con il figlio nato nel 2016, dove svolge l'attività di scrittrice.

## Opere
- Die Tant´. Anthologie zum Schreibwettbewerb Zürich. Museumsgesellschaft, Literaturhaus Zürich. Zürich, 2012.
- Mal lichterloh, mal wasserblau. Edition Tandem Verlag, Salzburg, 2013.
- Ein Badewasserrest. Rauriser Förderungspreis. In: SALZ, Zeitschrift für Literatur, 159. Salzburg, 2015.
- Zwei Jahre. In: konzepte. Zeitschrift für Literatur, 35. Neu Ulm, 2015.
- aber wir. In: Beziehung.Krisen.Herd. Anthologie zum Münchner Kurzgeschichtenwettbewerb. Louisoder. München, 2016.
- Rote Riesen. In: Lichtungen. Zeitschrift für Literatur, Kunst und Zeitkritik, 144. Graz, 2015.
- Wir ohne Wal. Roman. Jung und Jung Verlag, Salzburg/ Wien. 2016.[2]
- Über Peter Laubichler. In: Menschen aus Salzburg. Anthologie, Hg. Arno Kleibel, Jochen Jung. Otto Müller Verlag, Salzburg 2016
- Häuser von oben. In: manuskripte. Zeitschrift für Literatur, 212, Graz, 2016.
- Funktionsjacken. In: 100xÖsterreich. Neue Essays aus Literatur und Wissenschaft. Hg. Sommerer, Zeyringer, Uhl. Verlag Kremayr &amp; Scheriau, Wien, 2018.
- Der Schrank, letto al Premio PrBachmann 2019.
- Ich an meiner Seite, Roman, Zsolnay Verlag, Wien 2020, ISBN 978-3-552-05988-7

## Riconoscimenti
- 2015: Rauriser Förderungspreis
- 2015: Autorenpreis Irseer Pegasus
- 2015: Startstipendium Literatur des BKA
- 2016: Theodor Körner Förderpreis
- 2016: Literaturpreis der Jürgen Ponto Stiftung
- 2017: Shortlist zum Rauriser Literaturpreis
- 2017: Finalistin zum Alpha Literaturpreis[4]
- 2018: Jahresstipendium Land Salzburg
- 2018/19: Projektstipendium Literatur BKA
- 2019: Premio Bachmann